# Steve Edwards
Steve Edwards, de son vrai nom Stephen Neil Edwards (né le 8 mai 1980), est un chanteur et parolier anglais dans le domaine de la musique électronique, il vient de Sheffield.
Pendant les années 1990, Edwards entame des collaborations dans la deep house dont Charles Webster avec lequel il enregistre Future Love. Dans les années 2000, il collabore avec Cassius sur le morceau The Sound of the Violence, morceau qui connaîtra un important succès dans les boites de nuit, puis avec Bob Sinclar sur World, Hold On (Children of the Sky).

## Singles
- 2002 "The Sound of Violence" (avec Cassius)
- 2003 "Falling Star" (avec Starchaser)
- 2005 Watch The Sunrise (avec Axwell)
- 2006 "World, Hold On (Children of the Sky)" (avec Bob Sinclar)
- 2006 "Feel Da Feeling" (avec The House Keepers)
- 2006 "Thru The Night"
- 2007 "Somewhere Beyond" (avec Michael Gray)
- 2007 "Together" (avec Bob Sinclar)
- 2009 "Peace Song" (avec Bob Sinclar)
- 2010 "Listen to the Voice Inside" (avec Yves Larock)